# Ochoz u Brna
Ochoz u Brna je obec v okrese Brno-venkov v Jihomoravském kraji. Žije zde přibližně 1 600 obyvatel, v obci je evidováno 886 adres. V roce 1947 byla k Ochozi připojena sousední vesnice Obce.
Obcí, která se nachází v Drahanské vrchovině na hranici CHKO Moravský kras, protéká Ochozský potok.

## Historie
První písemná zmínka o obci pochází z roku 1237 jako majetku zábrdovického kláštera, zmínka o vsi Obce z roku 1261 hovoří o zboží kláštera Vizovice. Do roku 1850 patřila Ochoz ke statku Křtiny a Obce k líšeňskému panství. Postupem času zástavba Ochozi a Obcí srostla, ke spojení těchto vsí došlo 23. prosince 1947. Zpočátku byl používán název Ochoz-Obce, od 1. ledna 1951 má společná obec název Ochoz u Brna. Od 3. dubna 1996 obec užívá znak a vlajku.
K 1. lednu 2022 došlo v obci k zavedení názvů ulic a orientačních čísel.

### Znak
Vychází z pečetí obou vesnic. Udělen byl obci rozhodnutím předsedy Poslanecké sněmovny Parlamentu 3. dubna 1996. Popis: V zeleném štítě pod čtyřmi klíny v hlavě zkřížený kopáč a sekera nad radlicí, vše stříbrné. Prapor tvoří zelený list se čtyřmi bílými žerďovými klíny s hroty sahajícími do jedné třetiny délky listu. Poměr šířky k délce listu je 2:3.

### Název
Název obce svědčí o tom, že vznikla podle starého českého práva pomocí svědků, kteří obchůzkou vyznačili hranici nově osídlovaného území, podobně jako Újezd, u kterého byla hranice vyznačena jejím objetím na koních.
Název obce Ochoz u Brna byl podle Registru územní identifikace, adres a nemovitostí (do ledna 2025) i Internetové jazykové příručky (do března 2023) pouze rodu mužského neživotného, v místním úzu se však používá rod ženský (skloňování podle vzoru „píseň“) s odkazem na historický vývoj onoho výrazu.

## Pamětihodnosti
- kostel svatého Václava
- litinový kříž

## Současnost
V obci se nachází základní a mateřská škola, působí zde praktický lékař pro dospělé i stomatologická ordinace.

### Veřejná hromadná doprava
Obcí jsou vedeny autobusové linky 201 a 210 Integrovaného dopravního systému Jihomoravského kraje (IDS JMK).

## Obyvatelstvo
| Rok            | 1869 | 1880 | 1890 | 1900 | 1910  | 1921 | 1930 | 1950  | 1961  | 1970  | 1980  | 1991  | 2001  | 2011  | 2021  |
| -------------- | ---- | ---- | ---- | ---- | ----- | ---- | ---- | ----- | ----- | ----- | ----- | ----- | ----- | ----- | ----- |
| Počet obyvatel | 885  | 941  | 995  | 996  | 1 054 | 998  | 987  | 1 095 | 1 167 | 1 196 | 1 193 | 1 058 | 1 090 | 1 265 | 1 546 |
| Počet domů     | 116  | 121  | 130  | 145  | 161   | 164  | 213  | 325   | 282   | 305   | 314   | 353   | 388   | 417   | 480   |

## Fotogalerie

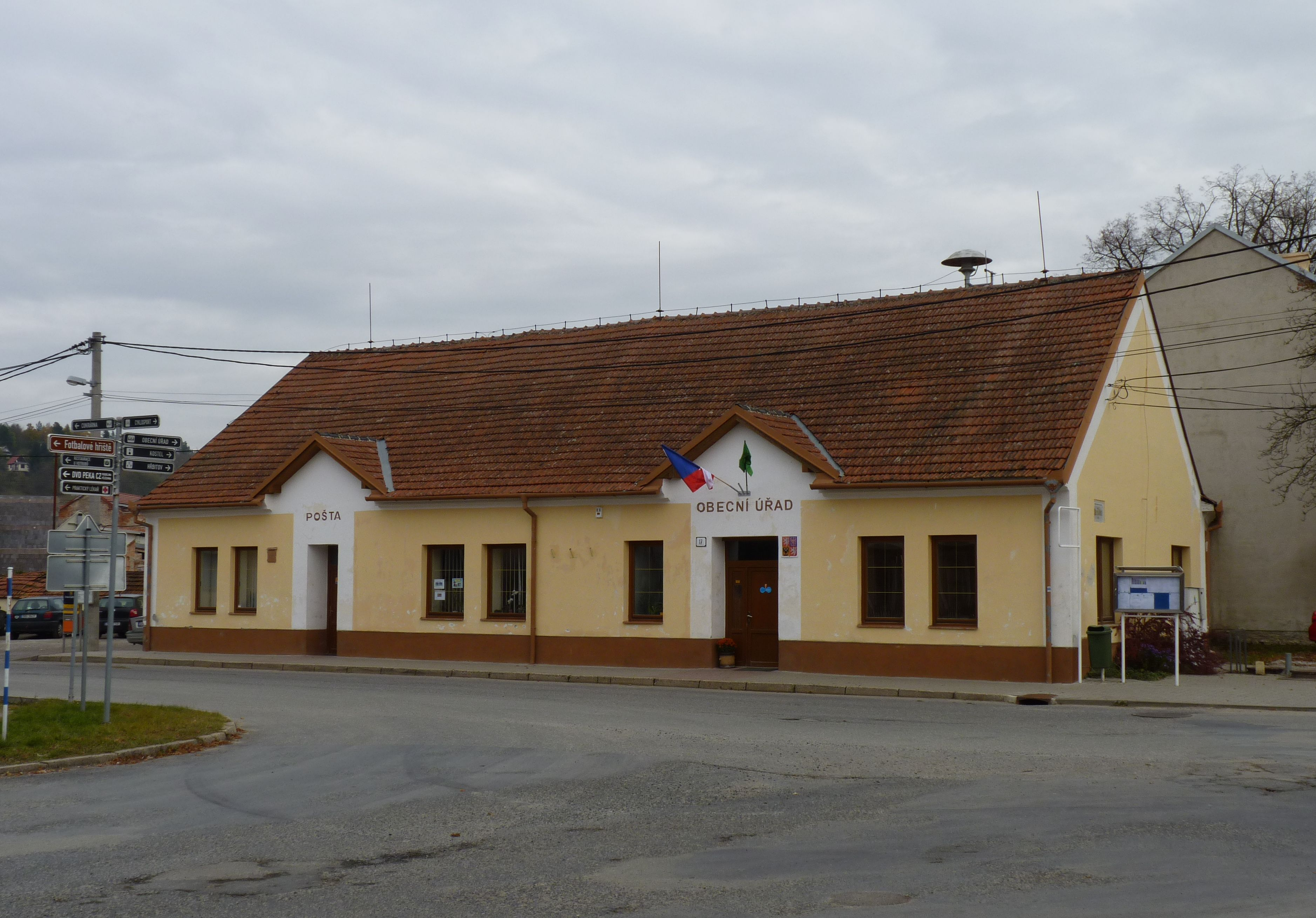
Obecní úřad a pošta
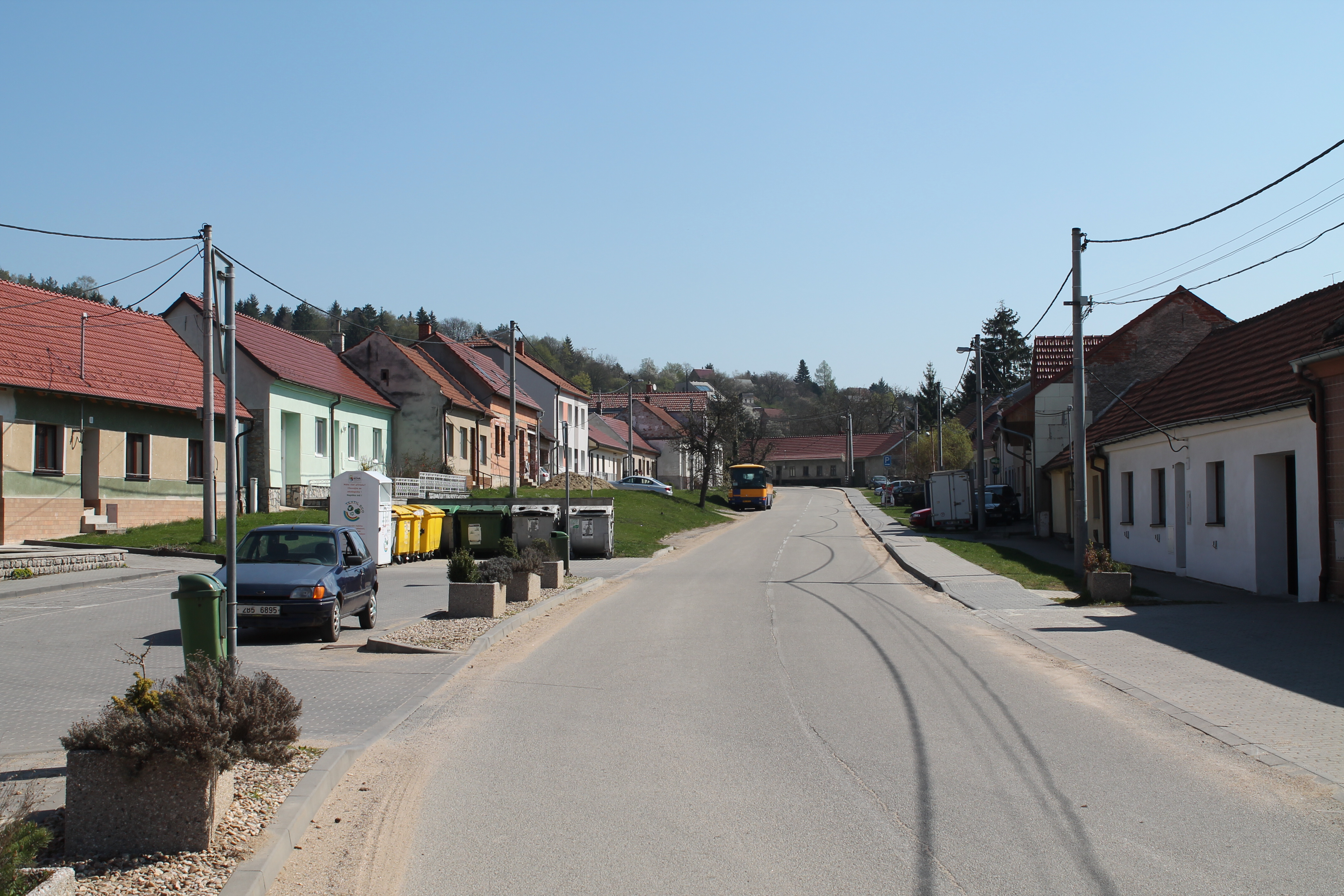
Náves
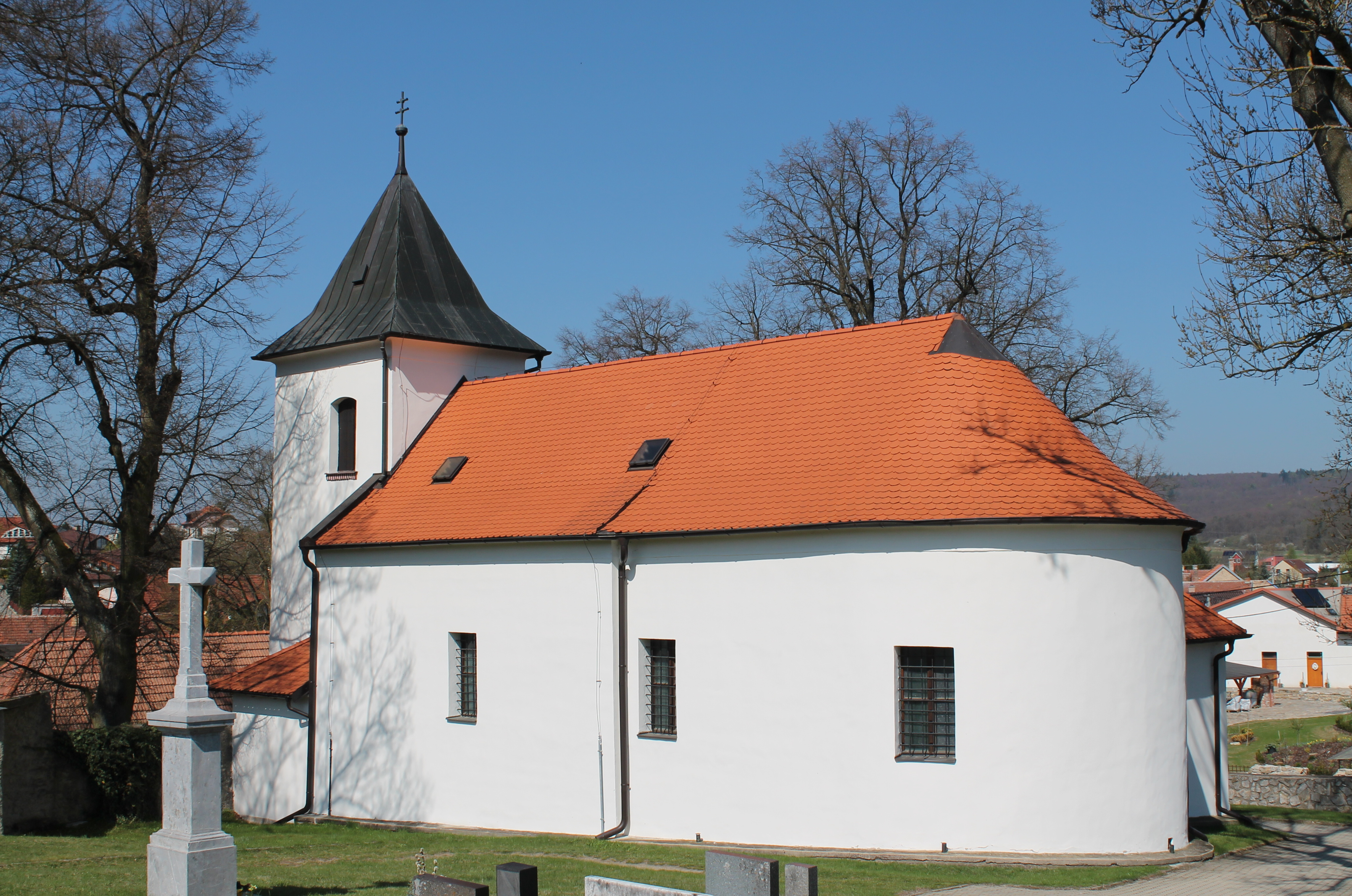
Kostel svatého Václava
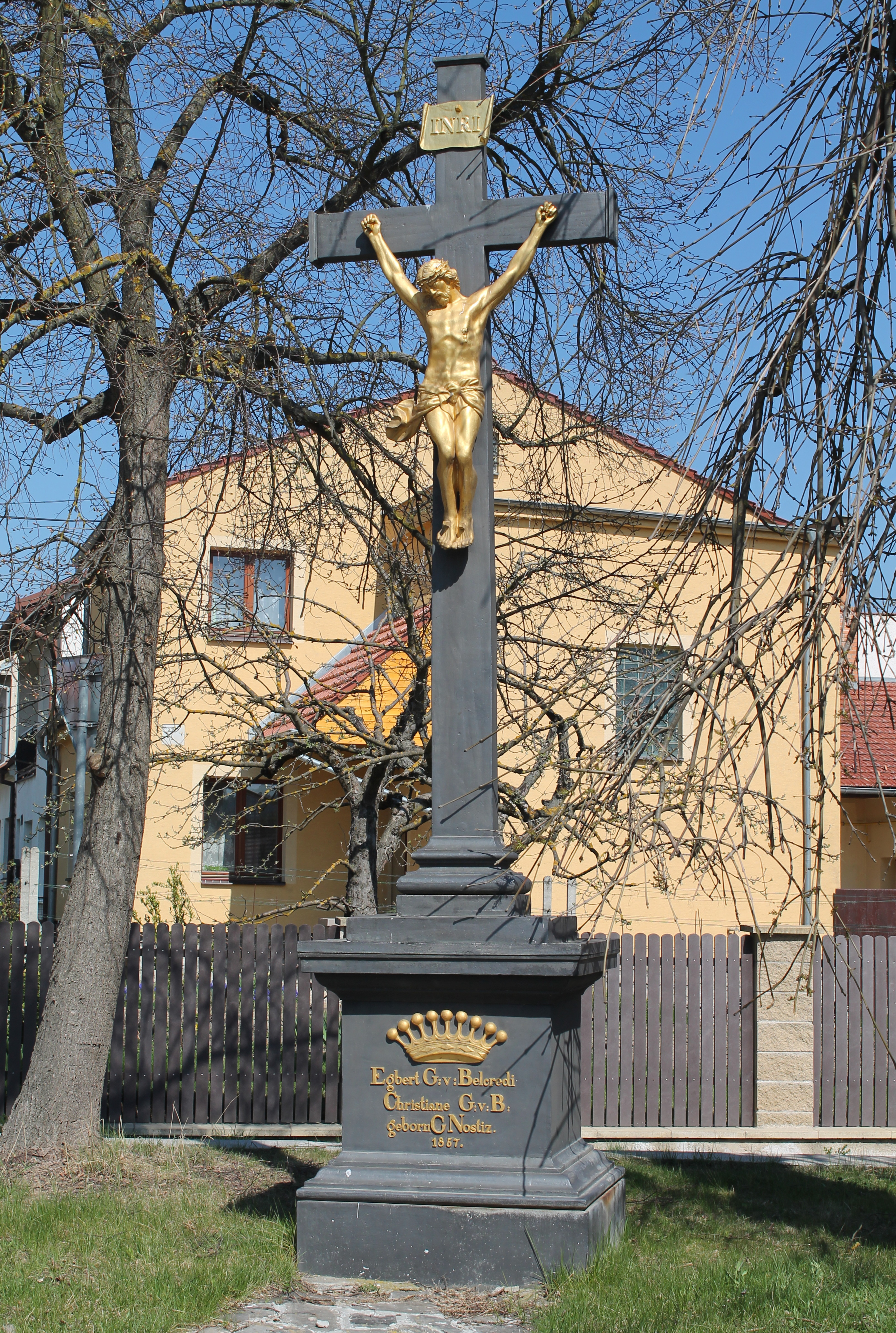
Litinový kříž v Obcích
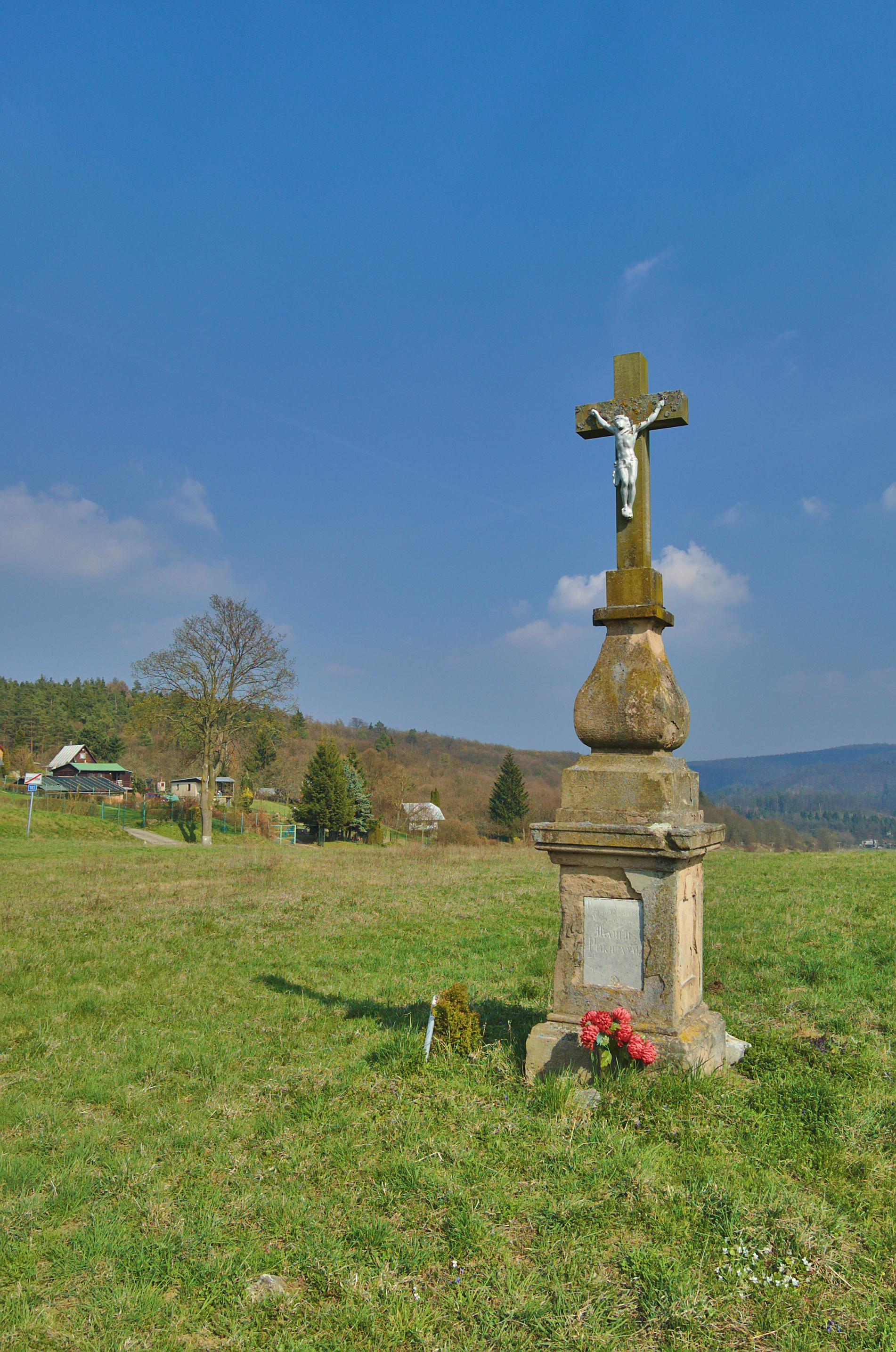
Kříž východně od obce
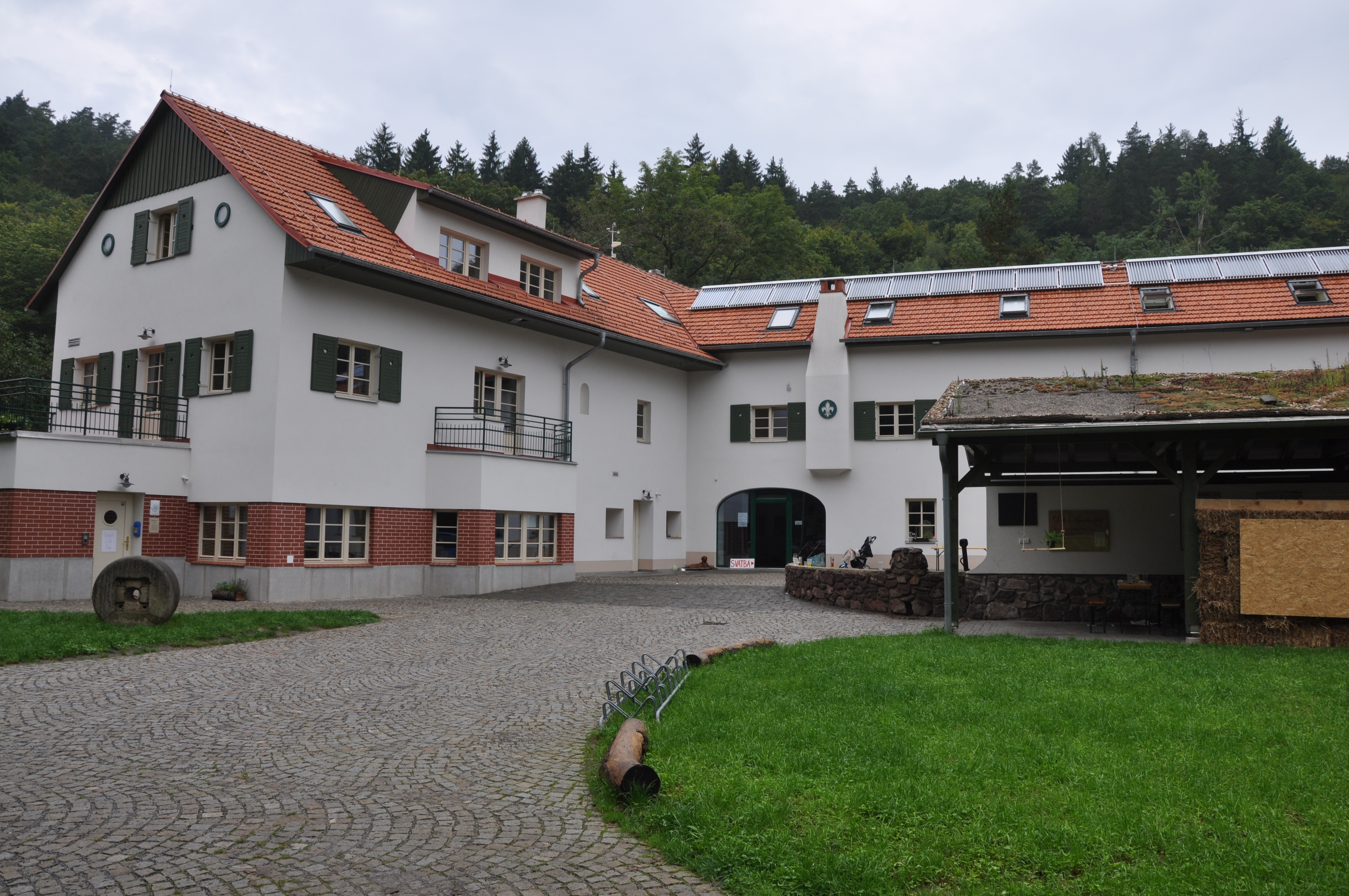
Kaprálův mlýn
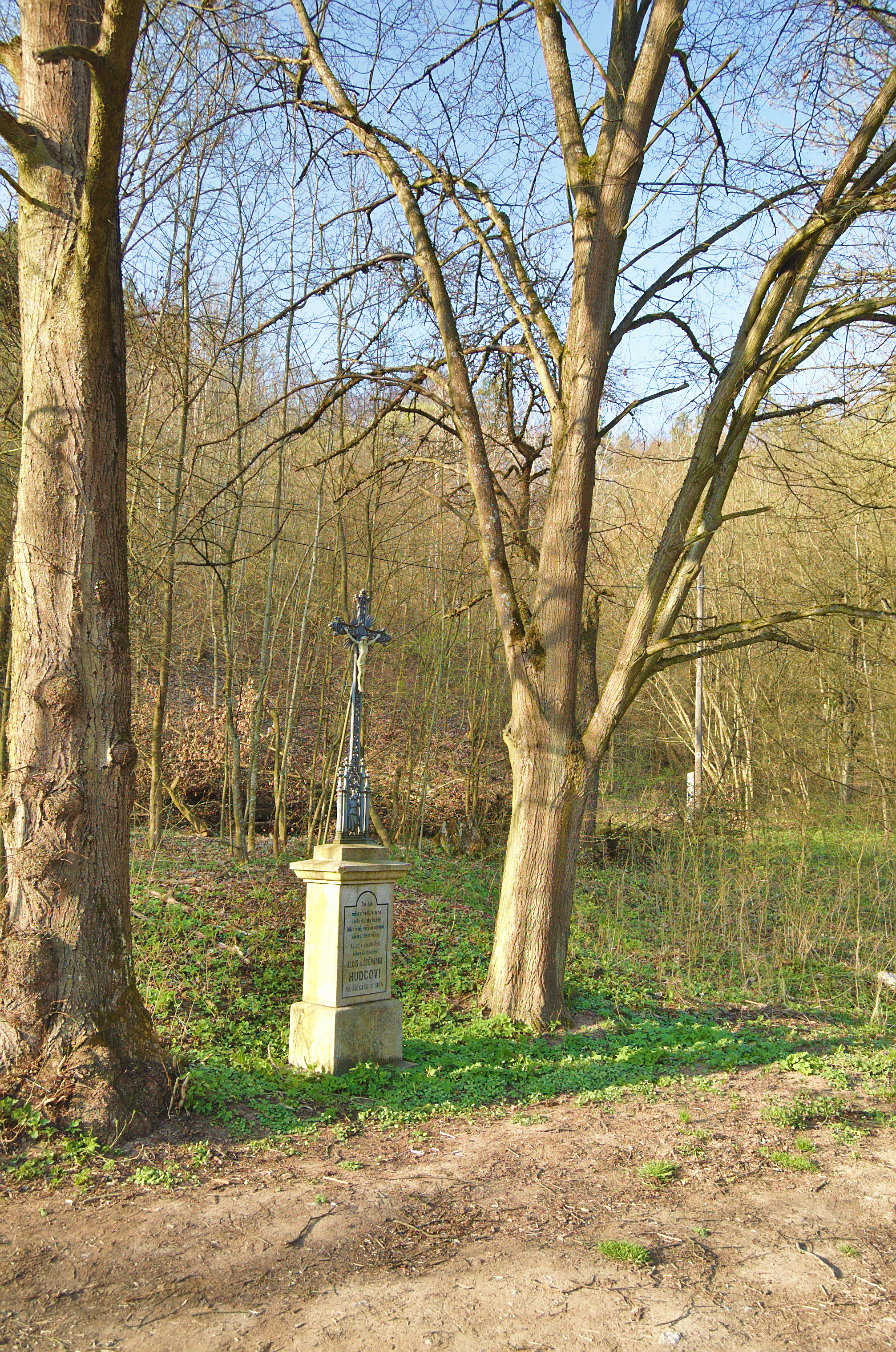
Kříž u Kaprálova mlýna
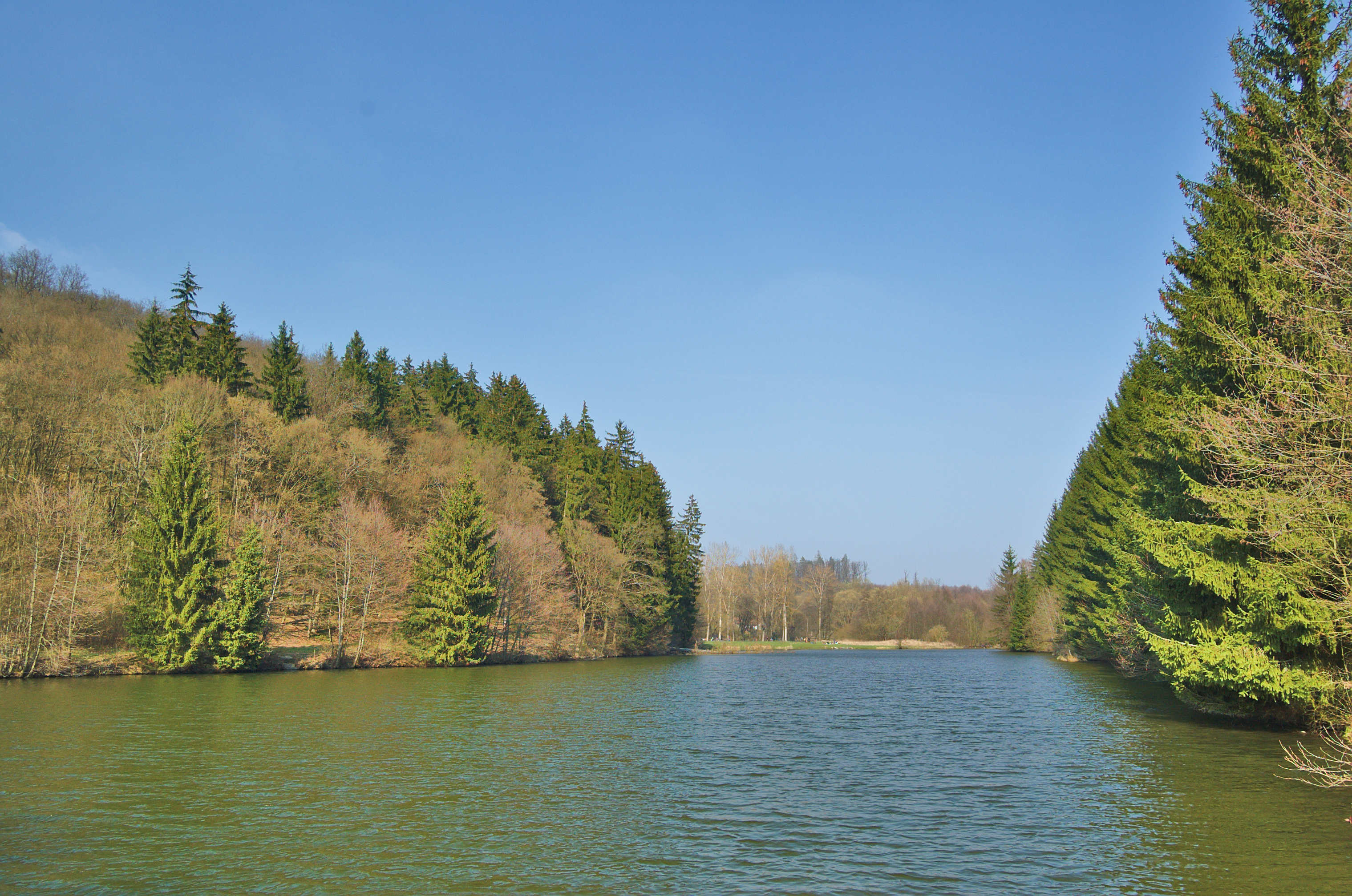
Hádecký rybník
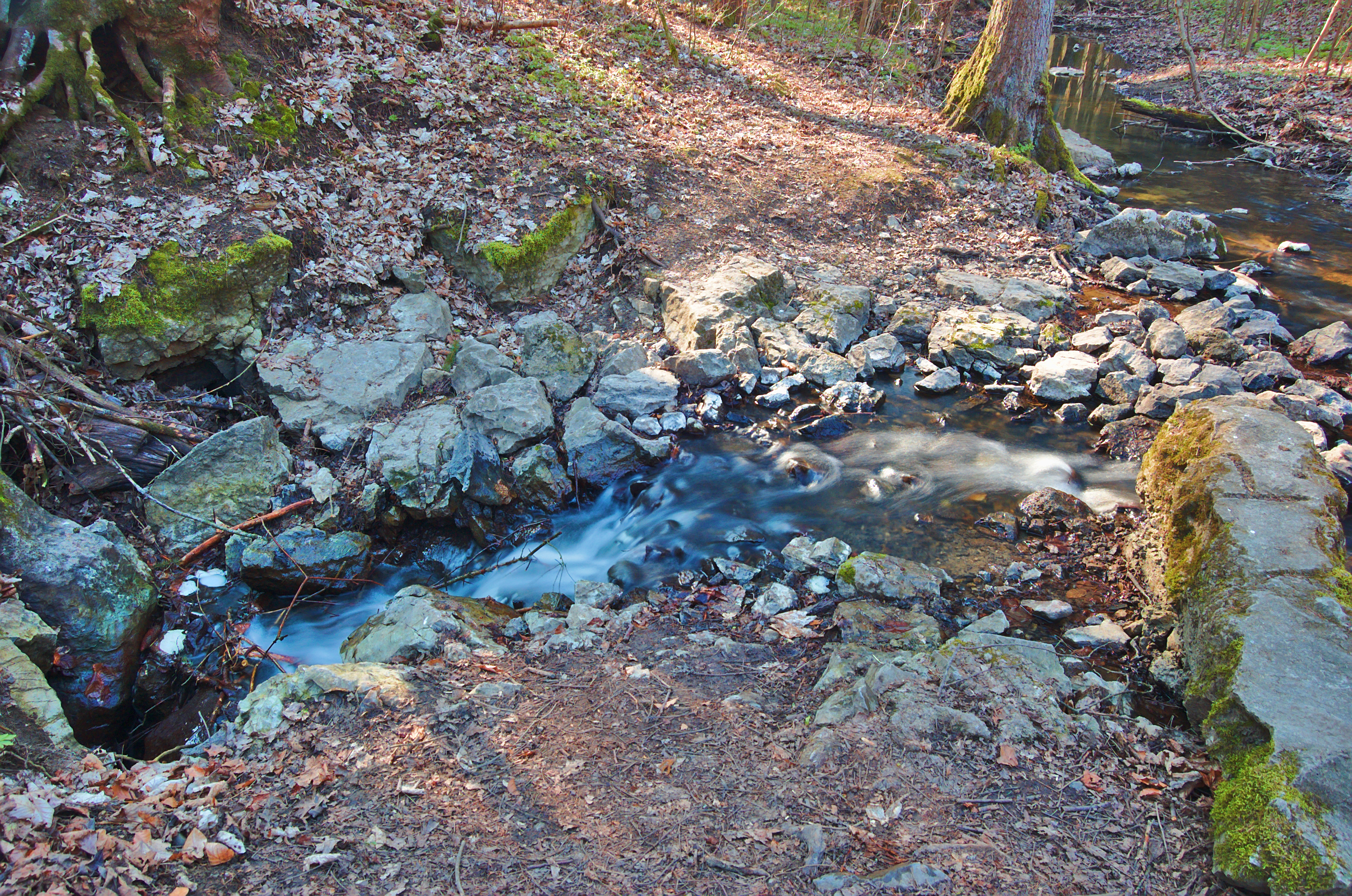
První hádecké propadání